# Chitinopoma serrula
Chitinopoma serrula är en ringmaskart som först beskrevs av William Stimpson 1854.  Chitinopoma serrula ingår i släktet Chitinopoma och familjen Serpulidae. Arten är reproducerande i Sverige. Inga underarter finns listade i Catalogue of Life.